# Melodije bratov Avsenik s Simfoniki RTV Slovenija
Melodije bratov Avsenik s Simfoniki RTV Slovenija (ali tudi krajše Avsenik s Simfoniki) je glasbeni album v živo Simfoničnega orkestra RTV Slovenija, ki je bil posnet na koncertu 26. decembra 1999 v Slovenskem narodnem gledališču v Mariboru in je izšel na glasbeni CD plošči in video DVD leta 2006.
Med gosti na koncertnem odru so nastopili skupaj z orkestrom tudi trije člani družine Avsenik.

## Seznam posnetkov
Vse skladbe na albumu sta uglasbila brata Vilko Ovsenik in Slavko Avsenik.
| CD              | CD                                                                                        | CD                   | CD              | CD      |
| Št.             | Naslov                                                                                    | Besedilo             | Priredba        | Dolžina |
| --------------- | ----------------------------------------------------------------------------------------- | -------------------- | --------------- | ------- |
| 1.              | „Melodije bratov Avsenik (Mi ga spet žingamo, Ljubezen in hrepenenje, Prelepa Gorenjska)‟ | F. Souvan            | B. Adamič       | 5:31    |
| 2.              | „Moj rodni kraj‟                                                                          | F. Milčinski – Ježek | S. Avsenik ml.  | 4:17    |
| 3.              | „V švicarskih Alpah‟                                                                      |                      | J. Golob        | 4:21    |
| 4.              | „Sinje morje, bela jadra‟                                                                 | M. Stare             | M. Sepe         | 4:11    |
| 5.              | „Vrh planin‟                                                                              |                      | P. Greblo       | 2:50    |
| 6.              | „Tam, kjer murke cveto‟                                                                   | F. Souvan            | S. Avsenik ml.  | 3:48    |
| 7.              | „Pozno v noč‟                                                                             | F. Souvan            | M. Sepe         | 3:50    |
| 8.              | „Kadar bom vandral‟                                                                       | F. Souvan            | J. Golob        | 3:31    |
| 9.              | „Na Golico, na Roblek (Na Golici, Večer na Robleku)‟                                      | F. Souvan            | P. Greblo       | 3:39    |
| 10.             | „Iz Bohinja‟                                                                              |                      | S. Avsenik ml.  | 4:03    |
| 11.             | „Spomin‟                                                                                  | F. Souvan            | B. Adamič       | 6:11    |
| 12.             | „Viharnik vrh gora‟                                                                       | M. Stare             | M. Sepe         | 6:29    |
| 13.             | „Slovenija, od kod lepote tvoje‟                                                          | M. Stare             | S. Avsenik ml.  | 2:51    |
| Skupna dolžina: | Skupna dolžina:                                                                           | Skupna dolžina:      | Skupna dolžina: | 55:37   |

## Sodelujoči

### Simfonični orkester RTV Slovenija
- Marko Munih – dirigent

### Solisti
- Slavko Avsenik – harmonika na posnetkih 4 in 13
- Slavko Avsenik ml. – klavir na posnetkih 6 in 13
- Gregor Avsenik – kitara na posnetkih 7 in 13

### Komorni zbor RTV Slovenija
poje na posnetku 12
- Urša Lah – zborovodkinja

### Baletni ansambel Opere in baleta SNG Maribor
- Edward Sorin Clug – koreografija
- Valentina Turcu – koreografija

### Produkcija
- Rado Cedilnik – tonski mojster
- Aleš Koman – tonski mojster
- Dečo Žgur – glasbeni producent
- Nada Marošek Tomažinčič – producentka TV Slovenija
- Slavko Avsenik ml. – izvršni producent
- Martin Žvelc – masteriranje
- Martin Avsenik – oblikovanje